# モントーバン
モントーバン(Montauban)は、フランスの南部、オクシタニー地域圏の都市で、タルヌ＝エ＝ガロンヌ県の県庁所在地である。

## 歴史
オック語で「柳の生える丘」を意味するモントーバンは、1144年にトゥールーズ伯アルフォンス・ジュルダンによって建設された。13世紀後半より、ラングドック地方とアキテーヌ地方を結ぶ交通の要衝として繁栄した。百年戦争期にはイングランド王国の所領となるが、1368年以降はフランス領として定着する。宗教改革期の16世紀前半にはカルヴァン派が浸透し、1570年のサンジェルマンの和約によって礼拝の自由が保障され改革派の拠点のひとつとなった。ユグノー戦争の終結とともにモントーバンは王権に服属し、市街を囲んでいた城壁は撤去された。

## モントーバン出身の人物
- オランプ・ド・グージュ:劇作家、フランス革命期のフェミニズム運動家
- ドミニク・アングル:画家
- アントワーヌ・ブールデル:彫刻家
- ダニエル・コーン＝バンディ:政治家

## 姉妹都市
- Pawhuska、アメリカ合衆国
- Yoqneam、イスラエル
- Khémisset、モロッコ
- プロクプリェ、セルビア

## モニュメント

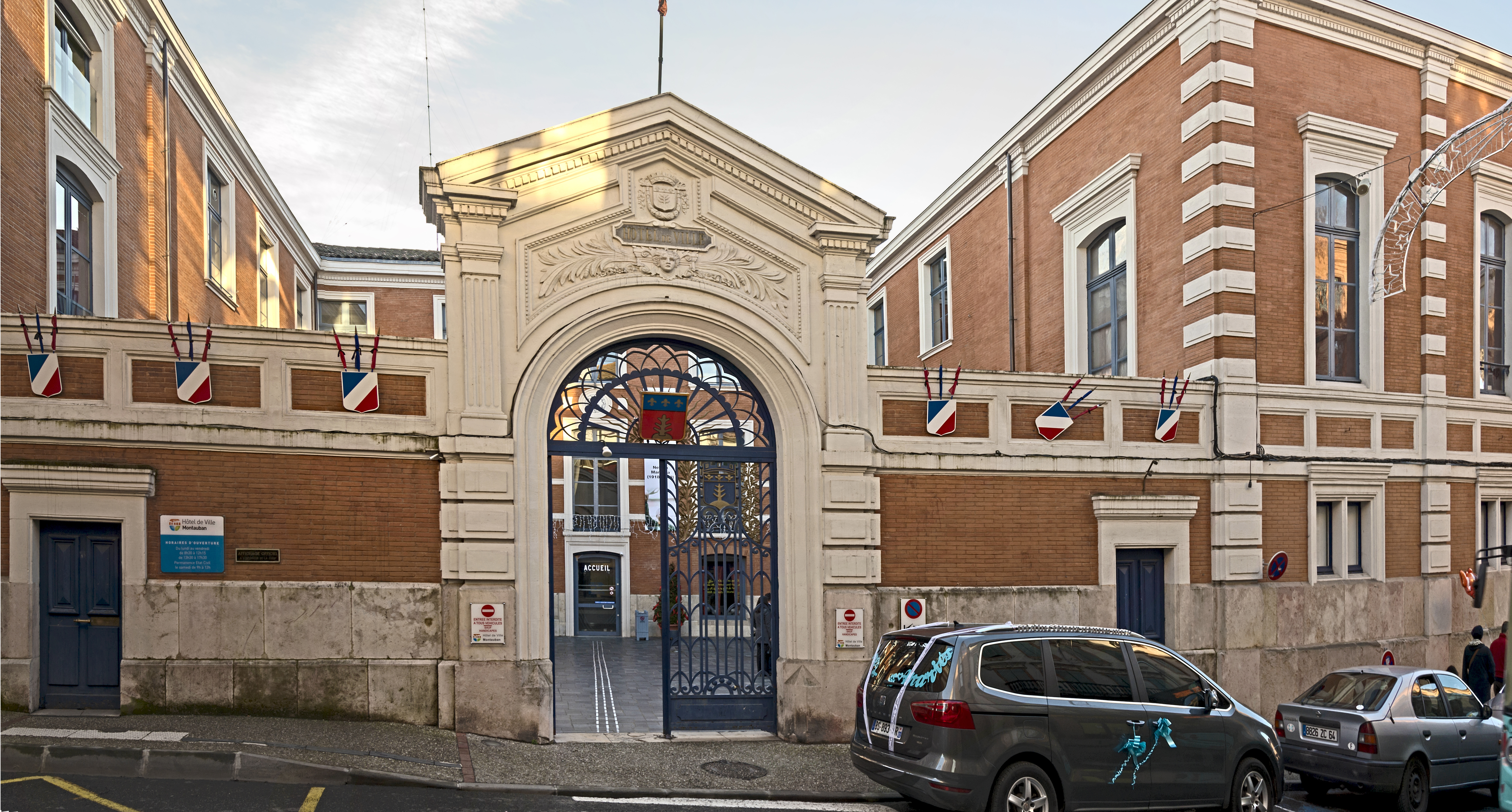
町役場
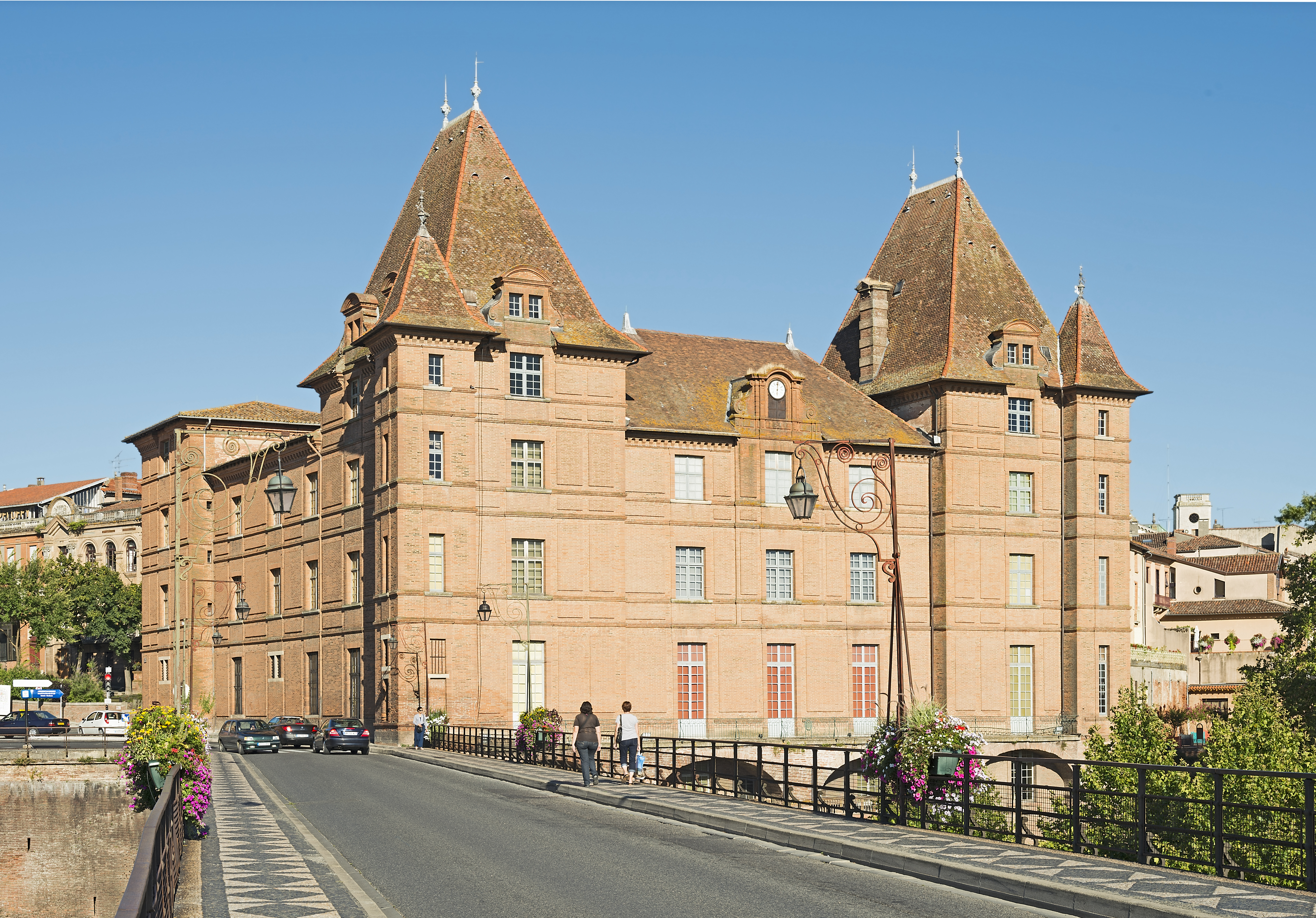
アングル美術館
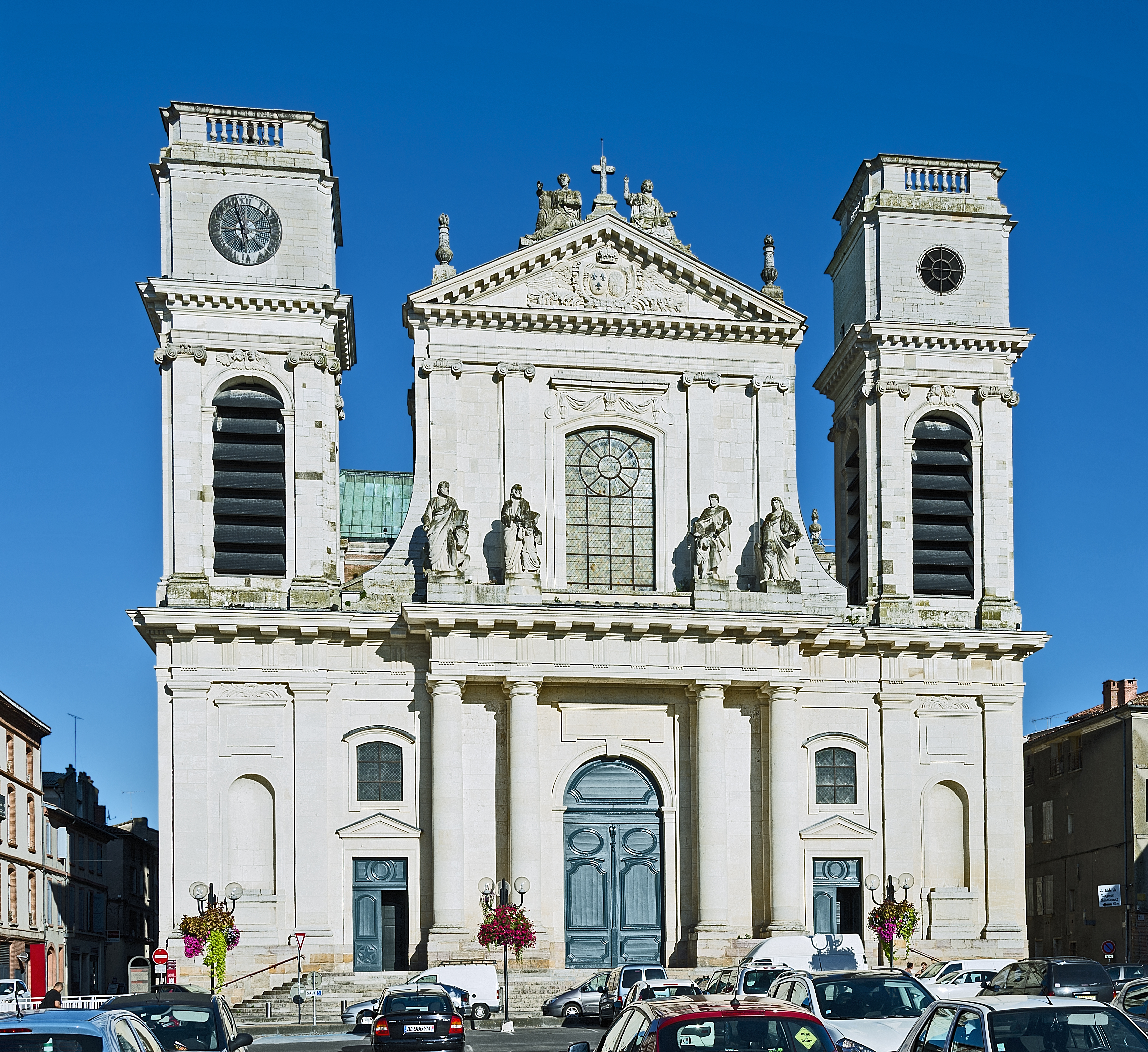
大聖堂